# Edem Komlan Franck Atsou
Edem Komlan Franck Atsou (* 1. August 1978 in Lomé) ist ein ehemaliger togoischer Fußballspieler.

## Karriere

### Verein
Franck Atsou, der in seiner Jugend bei Étoile Filante de Lomé in seiner Heimat gespielt hatte, begann seine Profikarriere in Ghana bei Asante Kotoko. Nach einem Abstecher in die Elfenbeinküste zu Africa Sports National kehrte er wieder zurück, ehe er 2003 zu Al-Hilal wechselte. In der Saison 2004/05 versuchte er sich in Belgien beim damals in der Jupiler League spielenden KVV Heusden-Zolder, kehrte aber nach nur einer Saison wieder zurück. Ab dem Sommer 2006 spielt er im Iran bei Abu Moslem Mashhad und ab 2008 bei Persepolis Teheran.

### Nationalmannschaft
Franck Atsou debütierte am 3. November 1996 in der Nationalmannschaft Togos. Für sein Land nahm er auch an der Weltmeisterschaft 2006 teil, kam jedoch nicht zum Einsatz. Er war am 13. Juni für Karim Guédé nachnominiert worden, der sich eine Rückenverletzung zugezogen hatte.
| Personendaten    | Personendaten             |
| ---------------- | ------------------------- |
| NAME             | Atsou, Edem Komlan Franck |
| ALTERNATIVNAMEN  | Atsou, Franck             |
| KURZBESCHREIBUNG | togoischer Fußballspieler |
| GEBURTSDATUM     | 1. August 1978            |
| GEBURTSORT       | Lomé, Togo                |